# 中野耕太郎
中野 耕太郎（なかの こうたろう、1967年 - ）は、日本のアメリカ史学者、東京大学教授。

## 略歴
1991年京都大学文学部西洋史学科卒、1993年同大学院修士課程修了。2015年「二十世紀アメリカ国民秩序の形成」で博士（文学）。大阪大学文学研究科准教授、教授をへて、2020年9月東京大学総合文化研究科（地域文化）教授。

## 著書
- 『戦争のるつぼ 第一次世界大戦とアメリカニズム』(レクチャー第一次世界大戦を考える) 人文書院, 2013
- 『20世紀アメリカ国民秩序の形成』名古屋大学出版会, 2015
- 『20世紀アメリカの夢 世紀転換期から1970年代 (シリーズアメリカ合衆国史 3)』岩波新書 2019.10

## 論文
- <中野耕太郎